# E.s.t. Live '95
e.s.t. Live ’95 är jazzgruppen Esbjörn Svensson Trios andra album från 1995.

## Låtlista
All musik är skriven av Esbjörn Svensson.
1. Say Hello to Mr D. (to Mr. S) – 9:12
2. The Rube Thing – 5:28
3. Happy Heads and Crazy Feds – 5:20
4. The Day After (Leaving) – 4:39
5. Like Wash It Or Something – 8:57
6. Breadbasket – 5:06
7. What Did You Buy Today – 3:10
8. Hymn of the River Brown – 5:13
9. Same as Before – 6:25
10. Mr & Mrs Handkerchief – 7:19

## Medverkande
- Esbjörn Svensson – piano
- Dan Berglund – bas
- Magnus Öström – trummor